# Áta
Áta là một thị trấn thuộc hạt Baranya, Hungary. Thị trấn này có diện tích 8,09 km², dân số năm 2010 là 173 người, mật độ 21 người/km².